# Ebensuk
Ebensuk (ou Ebunsuk, Ebuensok, Fomun Bisok) est une localité du Cameroun située dans la Région du Sud-Ouest et le département de Manyu. Elle est rattachée administrativement à l'arrondissement de Upper Bayang (Tinto Council) et au canton de Tinto.

## Population
La localité comptait 153 habitants en 1953, puis 259 en 1967, des Banyang.
Lors du recensement de 2005, on y a dénombré 183 personnes.